# Miķelis Krogzemis
Miķelis Krogzemis (Ungurpils, 18 de setembre de 1850 – Sant Petersburg, 6 de febrer de 1879), més conegut amb el pseudònim d'Auseklis, fou un poeta letó i membre destacat del moviment dels Joves Letons.

## Biografia
Nascut el 18 de setembre de 1850 a la zona agrícola de Sīpoli, Miķelis Krogzemis va créixer en el si d'una família camperola de la parròquia d'Ungurpils. Va estudiar a l'escola religiosa d'Aloja i a la d'Ērgļi. A Ērgļi va conèixer membres de la família Jurjāni i va entrar en contacte amb les idees de Joves Letons. El 1868 va començar els estudis a Valka amb el compositor letó Jānis Cimze. A Valka, Krogzemis també va estudiar literatura i filosofia europea de la Il·lustració.
Després que graduar-se el 1871, va començar a treballar a l'escola parroquial de Jaunpiebalga però aviat va haver de plegar pels malentesos amb un pastor local. Va començar per treballar a l'escola en Cēsis però més tard es va traslladar a Lielvārde. A Lielvārde, va treballar en una escola però també va participar activament en la vida cultural local. Hi va establir un teatre i un cor i el 1873 va participar en el primer festival letó de la cançó a Riga. Tanmateix, a causa de les seves activitats i poesia anticlerical, també va entrar en conflicte amb el pastor local i va ser forçat a abandonar Lielvārde.
Més tard, va buscar feina sense èxit a Vecpiebalga, on vivia Atis Kronvalds. Tampoc va aconseguir feina a Riga.
Quan tots els seus intents d'aconseguir feina a Letònia va fracassar, el 1874 va anar a Sant Petersburg, on va treballar en diverses escoles i en el camp de la literatura. A Sant Petersburg, va ser amic proper del compositor letó Kārlis Baumanis i també va col·laborar en la revista satírica Dunduri.
El 1879 Krogzemis va emmalaltir amb tifus i va morir el 6 febrer. El seu funeral, al cementiri d'Aloja, va esdevenir una gran manifestació nacional.

## Literatura
Miķelis Krogzemis és més conegut pel pseudònim d'Auseklis. La seva primera publicació va ser en el diari Baltijas Vēstnesis el 1872. En la seva poesia va utilitzar motius del folklore i va esdevenir una de les veus més importants del primer despertar nacional letó en la poesia. En els seus poemes satírics es mostra en contra dels terratinents alemanys bàltics, la germanització i l'obscurantisme.